# ジョジョ・サーカス
ジョジョ・サーカス(原題:JoJo's Circus)は、2003年9月20日から2007年2月17日までディズニー・チャンネルで放送されたアメリカ合衆国のテレビアニメ。日本では、2004年4月～2008年12月に同局で初回放送された、2012年10月からは、専門チャンネルのディズニージュニアで2か国語版を放送（後に英語版も放送、現在は終了）。
サーカス学校へ行くことになった見習いピエロ・ジョジョとその仲間たちの生活を描いたストップモーション・アニメーション（人形アニメ）作品。

## 登場人物
担当声優は、米 / 日の順。
ジョジョ
声 - マドレーヌ・マーティン / 高橋愛子
ピエロの衣装（水色ベレー帽を含む）を着ている主人公。フルネームは「ジョジョ・ティクル」。
黄色いセーターの左脇腹部分と右腕外側に紫色の、また右胸部分と左腕外側に青色の巨大なシミがついているが、本人はあまり気にしていない。
『みんなヒーロー! ～ヒグリータウンのなかまたち～』第20話Aパートに、隠れキャラとして登場している（ゴライアスも同様）。
ゴライアス
声 - ロバート・スミス / 星光明
ジョジョといつも一緒にいるライオン。毎回冒頭で、「あたしはジョジョ。そしてこの子はゴライアス」とジョジョに紹介される際に、常にすぐ近くに隠れていて3～4秒後に自分から出て来るかジョジョに見つかるかして姿を現す。
カースプラツキ先生
声 - ジェイン・イーストウッド / 一龍斎貞友
サーカス学校でのジョジョたちの担任。
スキーボ
声 - オースティン・ディ・ユーリオ → キーラー・サンドハウス / くまいもとこ
ジャグラーのタマゴ。カウボーイハットを常にかぶっているが、その下の頭髪はボサボサ頭。履いている靴は左右で色違いである（右足＝赤い靴、左足＝青い靴）。
スキーボのパパ
一見すると写真家かカメラ屋と思われる（誰かがジョジョに「今日学んだことは何？」と聞き、ジョジョが答えた瞬間に彼の同僚たちがジョジョを即席ステージの中央まで連れていく（そのあと挿入歌が始まる）。その即席ステージでは、ジョジョの左右にスキーボとテイターの等身大ポップが立っている）が、実は消防署長（第3話Bパートでスキーボ談）。
スキーボのママ
医者をやっている。女性だが髪型は息子と全く同じでボサボサ頭。また、靴も左右で色違い。
トリーナ
声 - タッジャ・アイゼン / 増田ゆき
バレリーナのタマゴ。フルネームは「トリーナ・タイトロープ」。
ディンキー
声 - / 一龍斎貞友
象の子供。
クローキー
声 - / 浅井清己
カエルの女の子。
ピーチーズ
声 - / 小林優子
ジョジョのママ。
ティクル氏
ジョジョのパパだが、本名は不明。第28話Bパートのエピソードで誕生日を迎える。
フェリーニ
声 - / 麻生智久
クローキーの叔父。
クローキーのパパ
フェリーニの弟。
テイター
擬人化されたジャガイモの少年。フルネームは「テイター・スパディンスキー」。
スモールフライ
テイターの妹。第35話Aパートから登場。
マッスルさん
カイゼルひげでスキンヘッドのマッチョ。登場人物中、一番の力持ちで、第42話Aパートではジョジョが新たに購入した蒸気オルガンを、彼女の自宅から近所の広場（噴水広場と思われる場所）まで1人だけで運んだ。第45話でカースプラツキ先生と結婚する。
マイヤー
ジョジョのクラスメイトでマッスルさんの娘。

## 放映リスト

### TVシリーズ
| 話数 | 話数 | 邦題タイトル                                           | 原題タイトル                                          | 初回放送日     |
| ---- | ---- | ------------------------------------------------------ | ----------------------------------------------------- | -------------- |
| 1    | 1    | はじめてのピエロがっこう おじぎをしよう                | Easy as Pie Take a Bow                                |                |
| 2    | 2    | フリッピーおじさんのぼくじょう ふうせんにジャンプ      | Uncle Flippy's Funny Farm Up, Up And Away!            |                |
| 3    | 3    | ディンキーとかくれんぼ しょうぼうしょちょうごっこ      | Hide And Go Dinky Fire Chief Says                     |                |
| 4    | 4    | かみふぶき じけん ジョジョのつなわたり                 | Confetti Caper Jojo on the Tightrope）                |                |
| 5    | 5    | ジャンピングシューズをはこう！ テイターのたんじょうび  | Try These on For Boing Happy Birthday Tater!          |                |
| 6    | 6    | アンディのわたあめ おやすみ                            | Cotton Andy Nighty Night                              |                |
| 7    | 9    | 今日はしずかにシーッ みんなでブギーバンド              | The Circus Shh Shh The Little Big Top Boogie Band     |                |
| 8    | 7    | スキーボのぼうしはどこ？ ダンスでおぼえよう            | Skeebo's Missing Hat Trick Seal Fright                |                |
| 9    | 10   | たいこをたたこう そらとぶジョジョ                      | Drum Roll Please Cannonball JoJo                      |                |
| 10   | 15   | ゆびでえをかこう なんでもたのしく                      | JoJo Signs Up The Un-Average Day                      |                |
| 11   | 11   | おはなのシャワー かゆい かゆい かゆーい                | Flower Shower The Itchy-Oochy Scratch Patch           |                |
| 12   | 12   | よごしたのは だれ？ とびだせ！                         | Messy Mess Pop Up!                                    |                |
| 13   | 13   | これなーに？ トラのまねをしよう                        | The Watchamadoodle What's the Trick?                  |                |
| 14   | 14   | ジョジョのヒーロー あたらしいショーをかんがえよう      | Zero Heroes The Spudinski's New Act                   |                |
| 15   | 16   | かがみだよ しっぱいもたのしいね！                      | Mirror Mirror Trina Trips Up                          |                |
| 16   | 8    | ハロウィーンのでんせつ                                 | The Legend of Clownfoot                               | 2004年10月21日 |
| 17   | 17   | リレーきょうそう ディンキーのダンス                    | Picnic Dance                                          |                |
| 18   | 18   | ハムスターとおいかけっこ バンドをしきしよう            | Hamster Shoo Fly                                      |                |
| 19   | 20   | ほえてゴライアス ママのおてつだい                      | Lost Roar Helping Hands                               |                |
| 20   | 19   |                                                        | A Circus Town Christmas                               |                |
| 21   | 21   | スキーボのペット にじのむこうに                        | Skeebo's Pet Rainbow                                  |                |
| 22   | 22   | わらいがとまらないー！ ゴライアスのおふろ              | A Case of the Sillies Hide and Go-Liath               |                |
| 23   | 23   | はいポーズ！ パントマイムで はなそう！                 | Funny Bunnies Bearable                                |                |
| 24   | 24   | ジョジョはヒーロー！ うまにのろう                      | JoJo to the Rescue A Clown Ride                       |                |
| 26   | 25   | わんぱく あかちゃん ひなんくんれん                     | Charlie the Clown Baby Fire House Day                 |                |
| 27   | 49   | スキーボのてじな ふるいオモチャをどうする？            | Quiet Magic Too Many Toys                             |                |
| 28   | 26   | はじめての おとまりかい かだんをつくろう               | Sleep-Over Surprises How Does Your Garden Grow?       |                |
| 29   | 27   | たのしく うんどう じてんしゃ こぎ                      | Fit as a Tickle Pedal Pushers                         |                |
| 30   | 28   | ねじってツイスト もどってさがそう                      | A New Twist Lost and Found                            |                |
| 31   | 29   | りょうりは たいへん ふしぎなポップコーン               | The Best Breakfast Ever Popcorn Panic!                |                |
| 32   | 30   | わらって わたあめ あこがれのライオン                   | Frown Fighters Goliath the Great!                     |                |
| 33   | 48   | かんしゃさいのパレード                                 | The Thanksgiving Hip-Hooray Parade                    |                |
| 34   | 42   | カエルになってみよう ゴライアスの はみがき             | Happy Hoppy Day Brushing Up                           |                |
| 35   | 34   | あかちゃんと ぼくじょう さかなつり                     | Charlie the Clown Baby Returns Fishing Trip           |                |
| 36   | 39   | テイターの いもうと トリーナの おうち                  | Get Crabby Bouncing Bowling Ball                      |                |
| 37   | 32   | クローキーと いっしょ テディ・ベアとダンス             | My Favorite Frogsitters Night of the Teddy Bear Dance |                |
| 38   | 40   | ゆうえんちで あそぼう シャックリがとまらない           | The Octopus Ride Hiccup Helper                        |                |
| 39   | 33   | ぜんぶで100 フープで あそぼう                          | 100 Days and Counting Hoop Happy                      |                |
| 40   | 35   | ゴライアスと おいしゃさん キッズクラブ                 | Goliath Gets a Boo Boo Join the Club                  |                |
| 41   | 36   | かっこいいタテガミ くっついちゃった                    | The Mane Event Stuck On You                           |                |
| 42   | 37   | ピエロのロボット ネズミのサーカス                      | The Robot Clown Mice-Capades                          |                |
| 43   | 44   | オルガンのおけいこ おたんじょうびじゃないひ おめでとう | Practice Makes Perfect Happy Not-Birthday Skeebo      |                |
| 44   | 45   | ワンちゃんネコちゃんコンテスト ステキにうつろう        | Best Pet in Circus Town Picture Perfect               |                |
| 45   | 46   | ジュースをどうぞ ハーポ、もどっておいで                | Make it Snappy Harpo Come Home                        |                |
| 46   | 38   | そろってけっこんしき                                   | A Circus Town Wedding                                 |                |
|      | 31   |                                                        | Hi There, Small Fry! My Dinner with the Tightropes    |                |
|      | 41   |                                                        | Follow that Monkey X Marks The Spot                   |                |
|      | 43   |                                                        | The Cricketeers Tickled Pink                          |                |
|      | 47   |                                                        | Circus Town Hoedown Time Flies                        |                |
|      | 50   |                                                        | Silly Silly Putt-Putt Ride 'em Goliath                |                |
|      | 51   |                                                        | The Giggle Kite Chores Galore                         |                |
|      | 52   |                                                        | A Snowclown for Dinky Skating Away                    |                |
|      | 53   |                                                        | Simply Ear-Resistible Hula Is Cool-a                  |                |
|      | 54   |                                                        | Princess for a Day                                    |                |
|      | 55   |                                                        | Pie in the Sky                                        |                |
|      | 56   |                                                        | My Granny's Shoes                                     |                |
|      | 57   |                                                        | JoJo and the Beanstalk                                |                |
|      | 58   |                                                        | Circus Town Makeover                                  |                |
|      | 59   |                                                        | My Clowny Valentine Hop Hooey!                        |                |

## 邦題不明 (Feeling Good with JoJo)
Feeling Good with JoJoは、ジョジョ・サーカスのミニアニメ。アメリカでは2006年2月24日から2008年5月16日まで放送。

### エピソード
- Snakes
- Bears
- Windshield Wipers
- Reach for the Sun Stretch
- Clown Shoe Stretch